# Miłoszowice (województwo świętokrzyskie)
Miłoszowice – wieś sołecka w Polsce położona w województwie świętokrzyskim, w powiecie staszowskim, w gminie Bogoria.
W latach 1954–1961 wieś należała i była siedzibą władz gromady Miłoszowice, po jej zniesieniu w gromadzie Przyborowice. W latach 1975–1998 miejscowość administracyjnie należała do województwa tarnobrzeskiego.

## Współczesne części wsi
| SIMC    | Nazwa               | Rodzaj     |
| ------- | ------------------- | ---------- |
| 0788382 | Brzeziny            | przysiółek |
| 0788399 | Kolonia Miłoszowice | kolonia    |

## Dawne części wsi – obiekty fizjograficzne
W latach 70. XX wieku przyporządkowano i opracowano spis lokalnych części integralnych dla Miłoszowic zawarty w tabeli 2.

| Nazwa wsi – miasta      | Nazwy części wsi – miasta                     | Nazwy obiektów fizjograficznych – charakter obiektu |
| ----------------------- | --------------------------------------------- | --- |
| I. Gromada PRZYBOROWICE |                                               | |
| 1. Miłoszowice          | 1. Brzeziny 2. Miłoszowice-Kolonia 3. Ośrodek | 1. Brzeziny — pole, krzaki 2. Dąbrówka — pole, łąka 3. Kopanina — pole, łąka 4. Kurczyński Dół — pole, łąka 5. Ławki — pole 6. Okręglica — pole 7. Pod Buczyną — pole, łąka 8. Pod Łopatnem — pole 9. Podgóry — pole, łąka 10. Rogatka — pole 11. Wąkop — wąwóz, nieużytki 12. Wydartów — pole 13. Wygon — pole 14. Zbrza — pole |

## Historia
Według Długosza (L.B. t. II, 328) w XV wieku dziedzicami byli Krzesław i Stanisław herbu Róża. Ze wsi płacono dziesięcinę archidiakonowi sandomierskiemu, zaś dwa folwarki przekazywały ją proboszczowi w Kiełczynie. 
Pod koniec XIX wieku, według „Słownika Geograficznego Królestwa Polskiego i innych krajów słowiańskich”, Miłoszowice były wsią z folwarkiem należącą do ówczesnego powiatu opatowskiego, gminy Malkowice i parafii Kiełczyna, odległą o 18 wiorst od Opatowa. W roku 1827 liczyła 24 domy i 103 mieszkańców, zaś w 1885 r. 29 domów i 217 mieszkańców.
W 1885 r. folwark i wieś Miłoszowice z attynencją Kiernica obejmowały 602 morgi, z czego: 412 mórg gruntów ornych i ogrodów, 34 morgi łąk, 32 morgi pastwisk, 109 mórg lasu oraz 16 mórg nieużytków i placów. Łącznie znajdowały się w nich 2 budynki murowane i 13 drewnianych. Wieś liczyła 24 osady ze 162 morgami gruntów. We wsi działał wiatrak młyński

## Literatura
1. Kaczmarek Leon (red. nauk. zeszytu), Taszycki Witold (red. nauk. wyd.): Urzędowe Nazwy miejscowości i obiektów fizjograficznych. 33. Powiat staszowski województwo kieleckie. Komisja ustalania nazw miejscowości i obiektów fizjograficznych (do użytku służbowego). Z: 33. Warszawa: Urząd Rady Ministrów. Biuro do Spraw Prezydiów Rad Narodowych, 1970. Brak numerów stron w książce